# Phaenochitonia pseudodebilis
Phaenochitonia pseudodebilis is een vlindersoort uit de familie van de prachtvlinders (Riodinidae), onderfamilie Riodininae.
Phaenochitonia pseudodebilis werd in 1996 beschreven door Hall, J & Willmott.